# Johann Friedrich Syer
Johann Friedrich Syer (* Januar 1701 in Kirchhain; † 8. April 1787 in Bad Homburg vor der Höhe) war ein deutscher Orgelbauer in Nieder-Florstadt, der vor allem in der Wetterau in Hessen wirkte.

## Leben
Johann Friedrich Syer war von 1727 bis 1730 Schuldiener in Burg-Gräfenrode und ab 1730 Lehrer (Schulmeister) in Nieder-Florstadt. Syer wurde Schwiegersohn von Johann Philipp Zinck, als er am 3. März 1729 in Burg-Gräfenrode Apollonia Zinck (1695–1768) heiratete. Dass er bei Zinck den Orgelbau erlernte, ist nicht belegt. Von 1734 bis 1737 lebte der alte Zinck bei seinem Schwiegersohn. Syer wurde 1753 wegen Dokumentenfälschung aus dem Schuldienst in Nieder-Florstadt entlassen. Seinen Lebensunterhalt bestritt er später als Kirchendiener, Kirchenbaumeister und angesehener Orgelbauer.
Dem Ehepaar Syer wurden vier Töchter und drei Söhne geboren. Im Jahr 1757 heiratete Johann Conrad Bürgy Syers Tochter Margaretha Magdalena (1735–1808). Bürgy war Geselle von Syer und baute 1754 zusammen mit ihm die Orgel in Ostheim. Der jüngste Sohn war Henrich Jacob Syer (* 20. Juli 1740 in Nieder-Florstadt; † 24. Januar 1822 in Offenbach), der den Beruf des Vaters erlernte und dessen Werkstatt fortführte und 1771 in Hanau Bürger wurde. Im Jahr 1776 baute er eine neue Orgel in Vollnkirchen (I/7) und 1778 eine Orgel in Gronau (I/P/10). Henrich Jacob übersiedelte 1780 nach Offenbach und erhielt dort ein Orgelbauerprivileg.
Ein Jahr nach dem Tod von Apollonia heiratete Johann Friedrich Syer am 18. Juli 1769 in Nieder-Florstadt Anna Barbara Koch. Als Nachfolger von Syer gelten Georg Adam Pfaff (1745–1815) und Ernst Jacob Jost (1752–1818), die sich in Nieder-Florstadt als Orgelbauer niederließen.

## Werk
Syer hat sich auf den Bau einmanualiger Orgeln spezialisiert. Von ihm sind mindestens zehn Orgeln nachweisbar, die ein hohes handwerkliches Niveau an den Tag legen. Charakteristisch sind die fünfachsigen Prospekte mit mittlerem Rundturm und den flankierenden Spitztürmen, dazwischen zwei Flachfelder. Das senkrechte Frontholz wird durch Lisenen verziert. Das seitliche Schleierwerk besteht aus reichlich Akanthus, das auch die Pfeifenfelder nach oben abschließt. Typisch für Syer ist zudem der S-förmige Übergang zum schmaleren Untergehäuse.

## Werkliste
Kursivschreibung gibt an, dass die Orgel nicht oder nur noch das historische Gehäuse erhalten ist. In der fünften Spalte bezeichnet die römische Zahl die Anzahl der Manuale und ein großes „P“ ein selbstständiges Pedal. Die arabische Zahl gibt die Anzahl der klingenden Register an. Die letzte Spalte bietet Angaben zum Erhaltungszustand oder zu Besonderheiten.
| Jahr      | Ort                   | Gebäude                  | Bild | Manuale | Register | Bemerkungen |
| --------- | --------------------- | ------------------------ | ---- | ------- | -------- | --- |
| 1738      | Staden (Florstadt)    | Evangelische Kirche      |      |         |          | Neubau; 1837 durch Friedrich Wilhelm Bernhard ersetzt |
| 1744      | Nieder-Florstadt      | Evangelische Kirche      |      | I/P     | 12       | Neubau; 1871 nach Beienheim überführt; möglicherweise in Billertshausen Reste erhalten |
| 1746      | Bönstadt              | Evangelische Kirche      |      |         |          | Neubau; nicht erhalten |
| 1751      | Stammheim (Florstadt) | Evangelische Kirche      |      | I/P     | 11       | Neubau; weitgehend erhalten |
| 1754      | Ostheim               | Evangelische Kirche      |      | I       | 10       | Neubau; Prospekt erhalten |
| 1752–1755 | Hoch-Weisel           | Evangelische Kirche      |      | I/P     | 12       | Neubau; zum großen Teil erhalten |
| 1757      | Burkhards             | Evangelische Kirche      |      | I/P     | 12       | Neubau, Zuschreibung; 1885 in die Evangelische Kirche Busenborn überführt (Foto); Rokoko-Prospekt und einige Register erhalten                                                              |
| 1758      | Ober-Rosbach          | Evangelische Stadtkirche |      | I/P     | 13       | Neubau; später einige Register ersetzt; Orgel weitgehend erhalten |
| 1765–1766 | Niederrodenbach       | Evangelische Kirche      |      | I/P     | 15       | Neubau, sein größtes Werk, im Wesentlichen erhalten. 2015 von Johannes Rohlf restauriert.                                                                                                   |
| 1766–1768 | Kloster Arnsburg      | Klosterkirche            |      | I       | 12       | Neubau, ursprünglich als Chororgel gebaut, Pfeifen verändert erhalten nach der Säkularisation nach der Braunfelser Schlosskirche überführt, mehrfach umgebaut und erweitert (heute II/P/20) |
| 1774–1775 | Stockheim             | Evangelische Kirche      |      | I/P     | 9        | Neubau hinter dem alten Prospekt von Zinck (1726); Register weitgehend erhalten |